# Стерилизация женщины
Стерилиза́ция же́нщины — разновидность хирургической необратимой контрацепции, обычно подразумевающая создание непроходимости маточных труб хирургическим путём. При этом сперматозоиды не могут достичь яйцеклетки. Менструации, половое влечение, способность к сношению и оргазму при этом сохраняются.
Стерилизация чаще не является самостоятельным медицинским вмешательством, а проводится в ходе другой операции, например при выпадении матки или влагалища, внематочной беременности, кесаревом сечении. В гинекологии оперативные методы стерилизации делятся на 4 группы: оперативные вмешательства на фаллопиевых трубах, матке, яичниках и влагалище.

## Принудительная стерилизация
Первые опыты по принудительной стерилизации женщин проводились в ряде стран в первой половине XX века. Так, в США насильственной стерилизации были подвергнуты десятки тысяч жителей (в основном преступников и «слабоумных», находящихся в заключении или в государственных медицинских учреждениях). Законодательные акты о стерилизации были приняты также в Канаде, Швеции, Норвегии, Финляндии, Франции, Японии. В нацистской Германии с 1933 по 1945 год было принудительно стерилизовано 400 000 женщин с психическими расстройствами, эпилепсией и инвалидностью, при этом от стерилизации погибло от одного до двух процентов женщин.
В Индии проводились массовые спонсируемые государством стерилизации женщин, в этом отношении у страны был один из самых высоких показателей по всему миру. Только в 2011—2012 годах операциям подверглись около 4,6 миллионов женщин. Мужская стерилизация считается в этих местах культурно неприемлемой, а иные способы контрацепции для необразованных женщин, проживающих в удалённых и бедных сообществах, считаются правительством более дорогими, чем кампании по массовой хирургической стерилизации. В ряде случаев женщины после операции получают единовременную выплату 1400 рупий, что может превышать двухнедельные доходы в бедных регионах (порядка 1200 рублей); при этом операции проводились в неподобающих условиях, без дезинфекции, без обследований и т. п.  и привели к гибели более чем 1,4 тысяч женщин. В 2016 году Верховный суд страны постановил на протяжении последующих 3 лет закрыть все лагеря по стерилизации.
В психиатрических учреждениях в РФ стерилизации женщин носят массовый характер, причём для проведения такой операции часто не требуется согласия женщины: достаточно согласия её опекуна, которым во многих случаях являются врачи. В частности, в Озерском психоневрологическом интернате 14 недееспособных молодых женщин были подвергнуты стерилизации без процедуры рассмотрения данного вопроса в судебном порядке. Эти случаи стерилизации вызвали бурную реакцию общественности и обсуждались в СМИ.

## Законодательство

### Россия
Гражданам России стерилизация (и вазэктомия, и стерилизация женщины) разрешается только при возрасте более 35 лет, либо при наличии двух детей, либо при наличии медицинских показаний.

### Беларусь
Гражданам и гостям Белоруссии стерилизация (и вазэктомия, и стерилизация женщины) разрешается с 35 лет, либо при наличии двух детей, либо при наличии медицинских показаний в возрасте старше 18 лет.

### Украина
Гражданам и гостям Украины стерилизация (и вазэктомия, и стерилизация женщины) разрешается по медицинским показаниям. Стерилизация недееспособного лица осуществляется только с согласия его опекуна.

### Казахстан
Гражданам Казахстана стерилизация (и вазэктомия, и стерилизация женщины) разрешается только при возрасте выше 35 лет, либо при наличии двух и более детей, либо при наличии медицинских показаний. Проводить стерилизацию разрешается не только организациям здравоохранения, но и физическим лицам, занимающимся частной медицинской практикой и имеющим лицензию на осуществление данной деятельности.

### Кыргызстан
Гражданам и гостям Кыргызстана стерилизация (и вазэктомия, и стерилизация женщины) разрешается с 18 лет.

### Швеция
Гражданам Швеции стерилизация (и вазэктомия, и стерилизация женщины) разрешается с 25 лет. В 2012 году стерилизовалось 4800 граждан. Цена стерилизации значительно различается в зависимости от округов страны. В большинстве округов она равна 300 шведским кронам. В 8 округах цена — 2400 крон, а на юге страны — 13 200 крон.